# ジュード・ホフシュナイダー
ジュード・ウンタラン・ホフシュナイダー（英語: Jude Untalan Hofschneider; 1966年9月12日 - ）は、アメリカ合衆国・北マリアナ諸島・テニアン島出身で、共和党所属の政治家。第9代副知事を務めた。2013年2月20日、副知事のエロイ・イノスが知事に就任したことで憲法の規定通り上院議長から副知事に昇格した。

## 経歴・人物
1988年、オレゴン州トラウトデールのレイノルズ高校を卒業。土壌と水の保全コーディネーターとして公職についた。その後、1996年に北マリアナ大学で準学士号を取得し、テニアンで環境専門家として勤務した。その後、公共事業局の副局長を務めた。また、ウィスコンシン大学とフェニックス大学を通してオンラインで教育を受けた。

### 政治家として
2005年選挙で北マリアナ諸島連邦議会の上院議員に第2区(テニアン島・アギガン島)から立候補、当選した。その後、上院議員を
2期務め、2013年1月には、上院議長に当選した。
2013年、ベニグノ・フィティアル知事が汚職事件を起こし、健康上の理由で辞任した。憲法上の規定に従い、副知事のエロイ・イノスが知事に就任し、上院議長のホフシュナイダーが副知事に就任した。
2014年選挙で上院2区から立候補し当選。2018年選挙でも当選し、現在上院副議長を務めている。